# Lick It Up
Lick It Up är KISS femtonde studioalbum, utgivet den 18 september 1983. Samma dag visade gruppmedlemmarna, Paul Stanley, Gene Simmons, Eric Carr och Vinnie Vincent, upp sig på MTV utan sina karakteristiska sminkningar. Gruppmedlemmarna presenterades och intervjuades av en av MTV:s VJ:s, J.J. Jackson. Lick It Up producerades av Michael James Jackson, Gene Simmons och Paul Stanley. 
Lick It Up anses vara bland det hårdaste som Kiss presterat musikaliskt; detta gäller särskilt låtarna "Young and Wasted" och "Fits Like a Glove". Titelspåret "Lick It Up" blev en stor hit. Vinnie Vincent är medkompositör till åtta av albumets tio spår.
Gitarrsolot på öppningsspåret "Exciter" spelas av Rick Derringer. Det var Eric Carr som först kom med idén till "All Hell's Breakin' Loose". Sedan byggde Simmons, Vincent och Stanley på den. Carr blev dock inte nöjd med vad de gjort med hans låt. Trots detta utgavs låten som singel och blev en mindre hit.

## Låtförteckning
| 1. | "Exciter"              | Paul Stanley, Vinnie Vincent | 4:10 |
| 2. | "Not for the Innocent" | Gene Simmons, Vincent        | 4:22 |
| 3. | "Lick It Up"           | Stanley, Vincent             | 3:56 |
| 4. | "Young and Wasted"     | Simmons, Vincent             | 4:05 |
| 5. | "Gimme More"           | Stanley, Vincent             | 3:43 |

| 6.  | "All Hell's Breakin' Loose" | Eric Carr, Stanley, Simmons, Vincent | 4:34 |
| 7.  | "A Million to One"          | Stanley, Vincent                     | 4:17 |
| 8.  | "Fits Like a Glove"         | Simmons                              | 4:04 |
| 9.  | "Dance All Over Your Face"  | Simmons                              | 4:16 |
| 10. | "And on the 8th Day"        | Simmons, Vincent                     | 4:02 |

## Medverkande
- Gene Simmons – elbas, sång
- Paul Stanley – kompgitarr, sång
- Vinnie Vincent – sologitarr, bakgrundssång
- Eric Carr – trummor, bakgrundssång
- Rick Derringer – sologitarr på "Exciter"